# Rafael Jiménez de la Serna y Negro
Rafael Jiménez de la Serna y Negro (Alhama de Granada, 1857-Granada, 1910) fue un político español, diputado y senador en las Cortes de la Restauración.

## Biografía
Nacido el 10 de mayo de 1857 en Alhama de Granada en una familia acomodada y de buena posición, estudió Derecho en la Universidad de Granada, donde se licenció. Militante siempre del partido conservador, como político comenzó como diputado provincial por Albuñol apenas cumplida la mayoría de edad, cargo que más adelante repitió, en cuatro ocasiones, por el distrito de Alhama. Posteriormente fue diputado a Cortes y senador por la provincia de Granada. Fue condecorado con la cruz de Beneficencia por labores de carácter humanitario tras el terremoto de Granada de 1884. Falleció el 2 de noviembre de 1910 en Granada.